# Zadní rybník
Zadní rybník byla přírodní památka ev. č. 1703 východně od městyse Trhová Kamenice v okrese Chrudim. Oblast spravuje AOPK ČR Správa CHKO Žďárské vrchy. Důvodem ochrany byl biotop zarůstajícího rybníka s cennými společenstvy bažinných rostlin a živočichů.
Chráněné území bylo ke dni 12. září 2019 zrušeno a nahrazeno nově vyhlášenou přírodní památkou Trhovokamenické rybníky.